# Autovía A-64
Die Autovía A-64 oder Autopista Oviedo–Vallaviciosa ist eine Autobahn in Spanien. Die Autobahn beginnt in Oviedo und endet in Vallaviciosa.

## Streckenverlauf

### Abschnitte
| Position | Kurzbezeichnung des Abschnitts | Abschnitt                         | km   | Eröffnung |
| -------- | ------------------------------ | --------------------------------- | ---- | --------- |
| 1        | A-64                           | Matalablima (A-66)-Argüelles      | 4,9  | 1993      |
| 2        | A-64                           | Argüelles-Marcenado               | 4,3  | 1991      |
| 3        | A-64                           | Marcenado-Lieres                  | 7,3  | 1996      |
| 4        | A-64                           | Lieres-Grases (Villaviciosa) AP-8 | 14,2 | 2003      |

### Streckenführung
| Position | höchstzulässige Geschwindigkeit | km | von                                         | nach                                                 | Anschluss an    | Bemerkung                   |
| -------- | ------------------------------- | -- | ------------------------------------------- | ---------------------------------------------------- | --------------- | --------------------------- |
| 1        | 120                             |    | Beginn der Autobahn                         | Ende der Autobahn Villaviciosa Santander             | E 70 AP-8       |                             |
| 2        | 120                             | 1  |                                             | Gijón Flughafen Asturias                             | E 70 AP-8       |                             |
| 3        | 90                              |    | Fabares (Tunnel) Länge: 2.165 m             | Fabares (Tunnel) Länge: 2.165 m                      |                 |                             |
| 4        | 120                             | 12 | La Secada-Vega de Sariego                   | La Secada-Vega de Sariego                            | AS-267          |                             |
| 5        | 120                             | 14 | Lieres-Nava El Entrego-Martimporra          | Lieres-Nava El Entrego-Martimporra                   | N-634 AS-119    |                             |
| 6        | 120                             | 18 | Pola de Siero-La Secada                     | Pola de Siero-La Secada                              | N-634           |                             |
| 7        | 120                             | 21 | Pola de Siero                               | Pola de Siero                                        | N-634           |                             |
| 8        | 120                             | 22 | La Secada-El Berrón-Noreña-Gargantada-Gijón | La Secada-El Berrón-Noreña-Gargantada-Langreo-Mieres | AS-246 AS-I     | Gabelung in Nudo de Mudarri |
| 9        | 120                             | 23 |                                             | El Berrón-Noreña-Gargantada-Gijón                    | AS-246 AS-I     |                             |
| 10       | 120                             | 26 | Lugones-Langreo                             | Langreo                                              | AS-17           |                             |
| 11       | 120                             | 28 |                                             | Granda (ost)-Bobes                                   | N-634           |                             |
| 12       | 120                             | 30 | Granda (west)-Colloto                       | Granda (west)-Colloto                                | N-634           |                             |
| 13       | 120                             | 31 |                                             | Gijón-Avilés-A Coruña Flughafen Asturias             | A-66            |                             |
| 14       | 50                              |    | Ende der A-64 Oviedo-León-Grado             | Beginn der A-64                                      | A-66 A-66a A-63 |                             |

## Größere Städte an der Autobahn
- Oviedo
- Vallaviciosa